# Rembertus
De heilige Rembert (Torhout, ca. 822 - Bremen, 11 juni 888), beter bekend als Rembert van Torhout, was monnik in Torhout en trok als missionaris naar Scandinavië, nadat hij opgemerkt was door de H. Ansgar,  bisschop van Hamburg-Bremen. Hij werd aartsbisschop van Hamburg-Bremen.

## Levensloop
Hoewel in de vita van Rembert duidelijk vermeld staat dat hij door Ansgar werd opgemerkt in een klooster in Torhout, is er geen duidelijkheid rond de plaats waar dit klooster zich zou bevonden hebben. In 865 volgde hij zijn vriend Ansgar op als aartsbisschop van Hamburg-Bremen, alhoewel hij slechts diaken was. 
Rembert was een jonge leerling in de Torhoutse abdijschool, toen hij door bisschop Ansgar, patroon van deze abdij, werd opgemerkt. Zijn ouders gaven hun toestemming en Ansgar nam hem op als monnik. Na middelbare studies in de abdijschool, werd hij vanaf ca. 843 reisgezel, medewerker en vertrouweling van de bisschop en verbleef voortaan in Bremen, waar hij tot priester werd gewijd. Hij zorgde voor de levensbeschrijving of 'vita' van de later heilig verklaarde Ansgar. 
De kerstening van Denemarken en Zweden was geen groot succes, door het optreden van de Noormannen. Hij zette zich in voor de christenen die door de Noormannen gevangen werden genomen.
De feestdagen voor Rembert zijn 4 februari (bisschopswijding) en 11 juni (sterfdag). 

## Nagedachtenis
Na de Tweede Wereldoorlog kon Rembert, dankzij de biografie aan hem gewijd door pater Meersseman, op een hernieuwde belangstelling rekenen in Torhout en omstreken. Hij werd de patroonheilige van heel wat Torhoutse organisaties en instellingen, zoals:
- de scouts,[1]
- het algemeen ziekenhuis,[2]
- de toneelkring,
- de scholengroep Sint Rembert,[3]
- de volleybalclub Rembert Torhout.

Er is een Rembertstraat in Torhout - Veldegem - Zedelgem.

## Geschriften
- Vita Anskari
- Bundeling van uittreksels uit het werk van Gregorius de Grote.
- De Virginitate, werk door Mabillon aan Rembert toegeschreven.